# Franz Jakubowski
Franz Jakubowski (Posen, Prússia, ara Poznan, Polònia, 10 de juny de 1912 - EUA, 1970) va ser un teòric marxista occidental. Nascut a Prússia, va créixer en el que era llavors la ciutat lliure de Danzig. El seu pare era metge.

## Formació i militància revolucionària
De 1930 a 1933 va estudiar dret a Heidelberg, Berlín, Múnic i Breslau, abans de completar els seus estudis de ciències polítiques a la Universitat de Basilea. A l'època universitària va formar part del Partit Socialista Obrer d'Alemanya (SAP), on es va aproximar al comunisme d'esquerra. A partir de 1933, a Basilea, va formar part d'un grup revolucionari dirigit Per Richard Loewenthal. A Danzig (Gdansk) Formà el grup "Nova Lliga Espartaquista", també anomenat Comunistes Internacionalistes d'Alemanya (Grup de Danzig), i edità una publicació comunista antiestaliniana cridant a la construcció d'una nova internacional. La polícia nazi el va detenir, junt amb seixanta militants del grup, que foren jutjats el desembre de 1936 i empresonats. Jakubowski va poder abandonar Europa, i a través de Dinamarca i Cuba, passar als Estats Units, on s'instal·là, canviant el seu nom a Frank Fisher i casant-se amb Elisabeth Spanjer. Allà participà en la Alexander Herzen Foundation, una editorial de literatura soviètica censurada a la URSS.

## Contribució a la teoria
Jakubowski va publicar el seu únic treball principal, un llibre basat en la seva tesi doctoral, a Danzig, el 1936. Es titula Ideologia i superestructura en el materialisme històric, i es pot veure com una extensió del treball seminal de Karl Korsch sobre la centralitat de la dialèctica hegeliana en el pensament marxista. Jakubowski assaja al lector els passos que Marx i Engels van extreure de Hegel, a través de Feuerbach, a la seva posició "materialista històrica". La seva contribució única al pensament marxista és la claredat de la seva exposició de la relació entre subjecte i objecte en la teoria marxiana.
"Per combatre un malentès generalitzat, cal subratllar que la superestructura és real. Lenin en particular tendeix a passar per alt això quan contrasta l'ésser i la idea en la seva "teoria de la reflexió ". La superestructura no és menys real que la seva base. Els termes 'reflexió' i 'reflectir', que afavoria utilitzar Engels quan parlava de superestructura ideològica, poden ser enganyosos; aquests termes volen indicar alguna cosa sobre la relació entre base i superestructura, i no són per descriure la pròpia superestructura. Hi ha, de fet, dues formes de realitat: la realitat material i la realitat "ideal" (és a dir, la realitat de les idees humanes). La superestructura política i jurídica és tan real com la base. Les dues són relacions socials que consisteixen en relacions humanes. Com va dir Marx a "La Sagrada Família", "els treballadors comunistes saben bé que la propietat, el capital, els diners, el treball assalariat, etc. no són de cap manera les meres creacions de la imaginació de l'hereu, són els resultats extremadament concrets i pràctics de la seva pròpia autoalienació ”, i el mateix passa amb les relacions no econòmiques. La realitat de les idees socials, doncs, forma part necessària i constituent de la realitat material de les relacions socials. Les relacions materials són el que són només conjuntament amb les idees que els corresponen. La realitat de tots dos es manifesta per la seva eficàcia social ".
"Ideologia i superestructura" també va oferir una crítica a la competència de certes interpretacions del pensament marxista, particularment les relacionades amb Karl Kautsky i amb Max Adler.

## Llocs externs
- Text of Ideology and Superstructure in Historical Materialism